# Peio Sánchez
Peio Sánchez   (Sant Sebastià, 1959) és un sacerdot catòlic i expert en cinema espiritual. Com a rector de la parròquia de Santa Anna de Barcelona ha impulsat una iniciativa per ajudar els necessitats. En l'àmbit del cinema espiritual ha promogut diversos projectes. També ha estat professor d'Antropologia de la facultat de Teologia de Catalunya.

## Biografia
La seva trajectòria en l'àmbit del cinema espiritual va començar quan era molt petit i anava al Festival de Cinema de Sant Sebastià a ajudar a canviar les pel·lícules. Amb estudis de pedagogia, psicologia i teologia a Salamanca i Roma, va centrar la seva tesi doctoral en la religió en el cinema. Sacerdot des del 1986, va arribar a Catalunya el 1998. Va estar destinat a les parròquies d'Horta i el Carmel fins que des del 2011 és el rector de Santa Anna de Barcelona.
Des de la dècada del 2000 ha promogut diversos projectes en aquest àmbit i assumir-hi càrrecs de responsabilitat. A Catalunya és responsable del Departament de Cinema de l'Arquebisbat de Barcelona i l'impulsor i el cap de continguts de la Mostra de Cinema Espiritual de Catalunya promoguda pel Departament d'Afers Religiosos de la Generalitat de Catalunya. A l'estat espanyol ha col·laborat en la Setmana del Cinema Espiritual de la Conferència Episcopal Espanyola, una iniciativa eminentment escolar.
Sensible a les necessitats de les persones sense llar que s'acostaven a l'església on feia de rector, des del 2017 va impulsar juntament amb Viqui Molins i Xavier Morlans un hospital de campanya a les instal·lacions de l'església, on s'ofereix alimentació, atenció mèdica i altres tipus de suport. Aquest servei, que funciona amb desenes de voluntaris, el 2024 va atendre 3.800 persones.

## Llibres
- Maria Victoria Molins Gomila/Ángel García Rodríguez/Peio Sánchez Rodríguez/Xavier Morlans i Molina: Projecte Hospital de Campanya ISBN 9788491361312, Editorial Claret, 2018
- Sánchez, Peio: Dios, la muerte y el más allá en el cine contemporáneo, ISBN 978-8428820226, Editorial PPC, 2007